# یک به‌علاوه دو می‌شه چهار
یک به‌علاوه دو می‌شه چهار (به هندی: One 2 Ka 4) فیلمی محصول سال ۲۰۰۱ و به کارگردانی شاشیال کی. نایر است. در این فیلم بازیگرانی همچون شاهرخ خان، جوهی چاولا، جکی شروف، راجندرانات زوتشی، فاطمه ثنا شیخ ایفای نقش کرده‌اند.